# Amphineurus (Amphineurus) zborowskii
Amphineurus (Amphineurus) zborowskii is een tweevleugelige uit de familie steltmuggen (Limoniidae). De soort komt voor in het Australaziatisch gebied.